# Похищение невесты в Кыргызстане
Похищение невесты (кирг. ала качуу или кыз ала качуу, «хватай и беги»; по-русски иногда передаётся без перевода) — киргизский обычай. Термин может применяться к различным действиям, начиная от тайного бегства суженых из дома невесты, до похищения девушки против её воли.
В Кыргызстане законодательно запрещён насильственный брак. Тем не менее насильственные похищения невест широко распространены на всей территории страны. Численность подобных случаев значительно возросла после распада СССР и выделения Киргизии в суверенное государство Кыргызской Республики. По данным Американского университета в Центральной Азии, около 35-40 % замужних киргизок подверглись насильственному браку. Похищение невест нарушает права человека и зачастую приводит к домашнему насилию. Многие международные правозащитные организации критикуют ала качуу и борются с этой практикой.

## Описание
В Кыргызстане термин «ала качуу» может применяться как к насильственному похищению невесты, так и добровольному побегу молодожёнов из дома. В случае насильственного похищения молодой человек решает, что он желает жениться, и просит родителей выбрать ему подходящую невесту, или же родители сами говорят ему, что пришло время остепениться и они нашли ему невесту с хорошими данными. Девушка может быть абсолютно незнакомой юноше до похищения. По данным разных исследований, от 22 до 35 процентов жертв ала качуу не знали похитителя. Иногда жених и его семья решают прямо во дворе, кого из сестёр девушки можно похитить, если желаемая девушка оказалась не дома. Будущий жених и его родственники-мужчины или друзья похищают невесту, зачастую на машине, и увозят её в дом жениха. Обычно они находятся в состоянии алкогольного опьянения. Практически всегда похищение совершается группой лиц. К жертве обычно применяется физическое насилие, либо же её завлекают в дом жениха путём обмана. Известны случаи, когда девушки погибали в результате насилия в ходе ала качуу.
В доме жениха невесту пытаются уговорить согласиться на брак и надеть белый свадебный платок на голову, который символизирует её согласие. Похитители называют предполагаемые преимущества брачного союза, такие как финансовое состояние семьи или наличие у них земель. На девушек часто оказывается психологическое давление. Семьи могут угрожать проклясть девушку, если она уйдет. Это бывает эффективной угрозой в суеверной стране. Если девушка хочет уйти, то самая пожилая женщина в семье может лечь на пороге. Переступить через неё значит быть проклятым. Некоторые семьи держат в заложниках девушку в течение нескольких дней, чтобы сломить её волю. Другие отпускают её, если она продолжает оставаться непокорной; она может, например, отказываться садиться или есть в знак отказа от брака. Семья похищенной девушки тоже может быть вовлечена и уговаривать её остаться, когда брак считается социально приемлемым или выгодным для будущей невесты и её семьи, а может и выступить против брака по разным причинам и помочь девушке сбежать. Часто родители уговаривают дочь выйти замуж за похитителя, чтобы не быть опозоренной. Вместо родителей в дом жениха могут приглашать дальних родственников невесты, которые могут более спокойно относиться к её похищению. Они также могут получать вознаграждение и подарки от семьи жениха. Иногда семья невесты вовсе отказывается принимать похищенную девушку домой.
Похищение невесты зачастую сопровождается изнасилованием. После этого родственницы жениха вывешивают простыню со следами крови с целью показать, что девушку лишили девственности. Если крови не было или девушка оказалась не девственницей, её могут вернуть родителям. У женщины, честь которой считается запятнанной, будет мало шансов выйти замуж в будущем. Даже если сексуального контакта не было, девственность девушки, оказавшейся в доме мужчины и удерживаемой там хотя бы в течение одной ночи, уже навсегда будет поставлена под сомнение. Таким образом, после одной ночи удержания девушка вынуждена выйти замуж за похитителя из-за стигматизации. Те, кто отказываются от брака, могут совершить самоубийство после похищения из-за давления общества. Семья отвергнутого жениха может начать распускать порочащие слухи о девушке. Браки после похищения редко регистрируются официально в ЗАГСе, где обязательно согласие обеих сторон, обычно лишь проводится церемония никаха.

## История
Похищение невесты распространено во многих традиционных патриархальных обществах. При этом по данным профессора Клейнбаха, по обзору источников того времени можно сделать вывод, что оно всегда считалось насилием и нарушением прав женщины. В литературе в прошлом ала качуу считалось киргизской традицией. В 1938 году социолог Фаннина Галле назвала его «символической реликвией». При этом остаётся спорным, насколько эта практика была известна в досоветской Киргизии. В эпосе «Манас» упоминается лишь история добровольного побега молодожёнов из дома родителей.
Во времена Российской империи насильственный брак был официально запрещён. Впоследствии похищение невесты также практически не практиковалось в период существования СССР. Распространённость ала качуу значительно возросла после распада СССР в 1991 году и выделения Киргизии в самостоятельное государство. По данным Американского университета в Центральной Азии, до недавнего времени случаи похищения невесты были редкими, однако их число значительно возросло за последние 50 лет, в особенности после 1991 года.
Как сообщают американский исследователь Рассел Клейнбах и киргизские социологи Мехригуль Аблезова и Медина Айтиева, насильственное похищение невесты не является традицией в стране. Клейнбах считает, что ала качуу против воли невесты стало восприниматься как традиция лишь в XX веке. По словам киргизского историка Элери Битикчи, браки в прошлом заключались по договоренности между родителями молодожёнов. Если юноша и девушка сбегали из дома и женились против воли родителей, это называлось «ала качуу». При этом брак происходил по обоюдному согласию. Насильственное похищение или изнасилование называли «зордук». Зордук встречался крайне редко и карался суровым наказанием, возможно и смертью, и приводил к ухудшению отношений между семьями. Насильственное похищение вероятно практиковалось для женитьбы на девушках из соседних племён. Некоторые учёные называют ала качуу примером изобретения традиции.
В 2018 году водитель маршрутки Марсбек Бодошев и его друзья похитили 19-летнюю Бурулай Турдалиеву. Её родители обратились в милицию, после чего похитителей задержали и доставили в РОВД. Спустя несколько часов Бодошев зарезал Турдалиеву в отделении милиции. Впоследствии убийца был приговорён к 20 годам лишения свободы, всё руководство отделения МВД было уволено, против пятерых милиционеров возбудили уголовное дело о халатности. Эта история всколыхнула киргизское общество и вновь породила дебаты относительно борьбы с похищениями невест.

## Распространение
Точное количество жертв ала качуу неизвестно, правительство Кыргызстана не ведёт соответствующей статистики. В исследовании Американского университета в Центральной Азии приводилась статистика, собранная в одной из деревень: 63 процента замужних женщин в возрасте от 16 до 25 лет были похищены без их согласия, по сравнению с 47 процентами замужних женщин в возрасте от 36 до 56 лет и 27 процентами замужних женщин в возрасте 76 лет и старше. В целом было выявлено, что около 35-40 % замужних киргизок подверглись насильственному браку. Ежегодно в Кыргызстане похищают от 10 до 15 тысяч девушек. По некоторым данным, в Кыргызстане за сутки происходит 32 случая ала качуу и шесть изнасилований. Насильственные похищения невест происходят на всей территории Кыргызстана, от маленьких сёл до больших городов.
По данным Статистического Комитета Киргизской Республики, в сёлах ала качуу практикуется почти вдвое чаще, чем в городах. Большинство жертв — молодые девушки до 25 лет, иногда несовершеннолетние. По данным ООН, 13,8 % киргизок в возрасте до 24 лет вышли замуж против воли. Исследования профессора Рассела Клейнбаха показывают, что приблизительно половина всех киргизских браков была заключена посредством похищения невесты, из них две трети — против её воли. В интервью 2019 года Клейнбах сказал, что в результате образовательных кампаний и изменений в законодательстве после 2005 года число ала качуу немного снизилось.

## Причины
По словам киргизских мужчин, основная причина ала качуу — необходимость выплачивать калым за невесту. Средний размер калыма — от 30000 до 100000 сомов. Некоторые общественные организации даже высказывали мнение, что необходимо снизить среднюю сумму калыма для уменьшения случаев похищения невест. В то же время, по данным исследования Клейнбаха, Айтиевой и Аблезовой лишь 3 % респондентов назвали нежелание платить калым как причину, почему они совершили ала качуу. Иногда похищение невесты кажется родителям жениха более дешёвой альтернативой традиционной свадьбе.
Общество в Кыргызстане остаётся патриархальным, где права женщин традиционно нарушаются. При этом похищение невесты считается социально приемлемым. По словам социолога Мадины Айтиевой, родители жениха часто сами склоняют его к ала качуу, так как холостяки осуждаются в обществе. Похищение невесты часто воспринимаемся местным населением как проявление мужественности. Девушек воспитывают с убеждением, что после похищения нужно остаться в доме жениха, чтобы избежать позора. В то же время по данным исследования 2004 года, 90 % девушек, 96 % их матерей и 98 % отцов не хотят замужества их или их дочери после ала качуу.
Часто мужчины, прибегнувшие к похищению невесты, могут быть невыгодными женихами по многим причинам, например иметь криминальное прошлое, быть наркоманами или же иметь какое-то заболевание. Также похищение невесты может происходить в отношении женщины, которая ранее уже отвергла этого жениха, либо же он боится, что она может это сделать. Организация Human Rights Watch в своём докладе о похищении невест в Кыргызстане среди причин насилия в отношении женщин назвала бедность населения, в том числе, женщин. При этом большинство женщин, вышедших замуж после ала качуу, остаются без образования. Таким образом, похитители часто хотят лишить женщину экономической независимости и ограничить домашним трудом.
По словам исследователя Рассела Клейнбаха, киргизы называли похищение невесты «доброй традицией». Исследовательница Лори Хандрахан выявила, что киргизские мужчины считают похищение частью культуры и идентичности, а также таким образом проявляют желание доминировать в обществе. Отвержение похищения зачастую для женщины является культурно-неприемлемым и даже преподносится как отвержение киргизской идентичности. При этом, по мнению большинства исследователей, в действительности насильственное похищение невесты было практически неизвестно в прошлом Кыргызстана. Также отмечается роль ислама. Муллы, проводящие обряд никаха, часто терпимо относятся к насильственному браку, несмотря на то, что он запрещён и по шариатским законам, и по адату.

## Последствия
Похищение невест нарушает права женщин. Оно часто приводит к домашнему насилию в отношении женщин со стороны как мужа, так и его семьи, в особенности свекрови. Насилие в браках после ала качуу распространено больше, чем в обычных семьях. Часто женщины получают психологическую травму и от самого похищения, и от абьюза после него. Свекровь часто заставляет невестку выполнять неоплачиваемую домашнюю работу в семье.
Женщины сообщали Human Rights Watch, что испытывали после похищения бессонницу, тревожность, депрессию, страх и паранойю, что может быть симптомами посттравматического расстройства.
Часто браки после ала качуу заканчиваются разводом. После развода женщины часто лишены права на совместно нажитую собственность или алименты, потому как браки обычно не регистрируются официально. Известны случаи, когда похищенные девушки совершали самоубийство. При этом некоторые респондентки испытывали симпатию или даже идентифицировали себя с похитителем вследствие стокгольмского синдрома.
Многие жертвы похищения были школьницами или студентками, и большинство из них не заканчивают образование после замужества. По данным исследований, лишь 8 % (по другим данным, 16 %) похищенных девушек отказались от брака после ала качуу. Они часто подвергаются стигматизации в обществе. Многие молодые девушки в Кыргызстане признаются, что боятся будущего.

## Законность
Похищение невесты было запрещено в СССР и вновь криминализировано в Кыргызстане в 1994 году. В конце 2012 года был принят закон, предполагающий уголовное наказание на срок от трёх до десяти лет с формулировкой «за принуждение лиц, не достигших 17 лет, к вступлению в брак». С 2019 года похищение человека с целью вступления в брак наказывается лишением свободы от 5 до 10 лет, а также штрафом, если жертве менее 18 лет.
По данным правозащитников, похитителей невест редко наказывают по закону. Большинство жертв не обращаются в правоохранительные органы из-за давления общества. При этом власти и милиция в Кыргызстане зачастую рассматривают ала качуу как семейное дело или же традицию, нежели как ситуацию, требующую вмешательство извне. Милиционеры часто относятся к подобным делам с насмешкой, или же оказывают психическое давление на жертв или их родственников с требованием забрать заявление. Негативно сказывается и коррупция в рядах милиции. Если суд всё же проходит, то подсудимых чаще обвиняют в нападении или изнасиловании, но не похищении невесты.
Неохотное исполнение закона по статье Уголовного кодекса вызвано отчасти плюралистическим законодательством Кыргызстана, где сёла де-факто управляются советами старейшин и судами аксакалов посредством обычного права, вдали от глаз государственного легального правосудия. Суды аксакалов, выполняющие задачу по разрешению семейных споров по вопросам имущества и гражданским правонарушениям, зачастую не воспринимают серьёзно проблему похищений невест. По словам Клейнбаха, большинство киргизов не знают, что похищение невесты незаконно.
По состоянию на 2013 год в Кыргызстане был официально осуждён за похищение невесты лишь один человек. В сентябре 2012 года Ак-Суйский районный суд Иссык-Кульской области приговорил к 6 годам лишения свободы 35-летнего Шаимбека Иманакунова, укравшего 19-летнюю девушку. Впоследствии она повесилась.
В 5-летний период до 2019 года в МВД Кыргызстана поступило 895 заявлений по фактам ала качуу, но в 727 из них было отказано в возбуждении уголовного дела. За первое полугодие 2019 года в Кыргызстане было возбуждено 118 уголовных дел в связи с похищением невест. По данным эксперта Women Support Centre Риммы Султановой, лишь одно похищение из 1500 в Кыргызстане наказывается по закону. Чаще всего это происходит, когда жертве наносится сильный физический вред, или же она совершает самоубийство.

## Борьба
Ала качуу подвергается критике со стороны международного сообщества и организаций. Оно противоречит Всеобщей декларации прав человека и Конвенции о ликвидации всех форм дискриминации в отношении женщин. Из-за этой традиции Кыргызстан не стал в 2010 году непостоянным членом Совета Безопасности ООН. ЮНИСЕФ проводит работу по борьбе с похищениями невест и сотрудничает с правительством Кыргызстана в разработке государственных просветительских кампаний, освещающих проблемы ала качуу и детских браков в стране. В 2005 году организация Human Rights Watch опубликовала доклад о похищении невест в Кыргызстане. Организация ООН-женщины провела серию акций по борьбе с ала качуу.
В 2003—2008 годах активисты по борьбе с ала качуу разработали образовательные программы по борьбе с этим явлением в и провели более 150 семинаров о похищении невест для студентов и местных жителей во всех 7 областях Кыргызстана. В 2011 году на сайте омбудсмена появилось объявление о месячной кампании против похищения женщин с целью принуждения их к браку.
В 2011—2012 годах активисты распространяли среди студентов и людей на улице брошюры и календари с материалами против ала качуу. Киргизские правозащитники предложили объявить 2013 год в республике Годом борьбы с похищением невест. 27 мая 2019 года, спустя год после убийства Бурулай Турдалиевой, в Бишкеке прошла акция памяти жертв ала качуу. Исследователь доктор Рассел Клейнбах и Газбубу Бабаярова основали неправительственную группу Kyz Korgon Institute, нацеленную на предотвращение ала качуу через информирование и просвещение киргизской общественности и помощь пострадавшим девушкам.

## В культуре
В 2004 году канадский режиссёр Петр Лом снял документальный фильм об ала качуу. Его демонстрировали на семинарах, направленных на борьбу с этим явлением. В 2007 году был выпущен фильм «Светлая прохлада», где похищение невесты привело к счастливому браку. Режиссёр «Светлой прохлады» Эрнест Абдыжапаров назвал ала качуу киргизской традицией. В 2019 году на канале КТРК показали телесериал «Акшоола» о любви после ала качуу. Режиссёр сериала Ырыс Окенова сказала, что хотела этим показать, что «девушкам нужно серьезнее относиться к парням». Осенью 2019 в кинопрокат в Бишкеке и Оше вышел художественный фильм о похищенной девушке и давлении, оказываемом на неё со стороны общества. Средства на съёмки были собраны с помощью краудфандинга. В июне 2020 года вышла мобильная игра для смартфонов, направленная на борьбу с ала качуу.